# Nationalisme dirigé
 (janvier 2024).
 (janvier 2024).
Le contenu est difficilement compréhensible vu les erreurs de traduction, qui sont peut-être dues à l'utilisation d'un logiciel de traduction automatique.
Le nationalisme dirigé (russe : Управляемый национализм, romanisé : Upravlyayemyy natsionalizm) est un terme utilisé par certains universitaires pour désigner une politique informelle de collaboration pragmatique avec les nationalistes russes (ou dans des cas plus larges, l'extrême droite dans son ensemble) poursuivie par le gouvernement russe de Vladimir Poutine. Commençant après l'élection de Poutine à la présidence de la Russie en 2000 et s'intensifiant après la Révolution orange de 2004 en Ukraine, le nationalisme dirigé a conduit à la promotion de l'organisation Image russe tout au long de la fin des années 2000 jusqu'aux meurtres en 2009 des militants des droits de l'homme Stanislav Markelov et Anastasia Baburova, à quel point l'image russe a été dissoute[Quoi ?].
Depuis les manifestations russes de 2011-2013 et l’Euromaïdan, le nationalisme dirigé a connu un renouveau, avec des militants d'extrême droite soutenant les anti-Maidan et Novorossiya.

## Période au début
Après la révolution orange de 2004 en Ukraine, Poutine a accru sa coopération avec les groupes d'extrême droite afin de consolider sa position en Russie. Ces groupes, en particulier des hooligans, ont été utilisés comme une forme d'intimidation contre les opposants russes, comme lors d'un affrontement avec le Parti national-bolchevique en 2005 qui a fait dix blessés et lors d'une attaque en 2009 contre des écologistes opposés au projet de construction d'une route traversant la forêt de Khimki.
Cependant, tout en adoptant une législation anti-extrémiste, le gouvernement de Poutine a commencé à développer une politique de nationalisme dirigé. Idushchiye vmyestye, un mouvement de jeunesse pro-Poutine, a contacté la White Society-88, l'un des plus grands gangs skinheads de Russie, en recrutant parmi les membres de cette dernière pour renforcer ses propres rangs.

## Rapport à l'Ukraine (depuis 2014)
La réponse russe à Euromaidan a marqué une revitalisation significative du nationalisme dirigé. Les monarchistes, les staliniens et les nationalistes chrétiens, ainsi que les groupes cosaques, formèrent la coalition anti-Maïdan, puis devinrent des militants soutenant les républiques populaires de Donetsk et de Louhansk au sein des milices populaires russes en Ukraine, réunissant des membres de la communauté d'extrême droite russe et d’autres personnes de toute l’Europe.
Le nationalisme dirigé est également étroitement lié à la politique russe de promotion d’une politique d’extrême droite à l’étranger. La Base, une organisation américaine, est dirigée depuis Saint-Pétersbourg, et des membres de l'extrême droite mondiale ont reçu le soutien de la Russie pour propager le sentiment anti-occidental dans le pays et pour servir d'observateurs électoraux pour le gouvernement russe à l'étranger.